# ۲سی‌بی فلای-ان‌بی‌اوام‌ای
۲سی‌بی فلای-ان‌بی‌اوام‌ای (به انگلیسی: 2CBFly-NBOMe) با فرمول شیمیایی C
۲۰NH
۲۲O
۳Br یک ترکیب شیمیایی است. که جرم مولی آن ۴۰۴٫۲۹۸ g/mol می‌باشد. 